# Cố Luân Tĩnh Đoan Trưởng Công chúa
Cố Luân Tĩnh Đoan Trưởng Công chúa (chữ Hán: 固倫端靖長公主; 1628 - 1686) hay Cố Luân Đoan Tĩnh Trưởng Công chúa (固倫端靖長公主), Công chúa nhà Thanh, là Hoàng nữ thứ ba Thanh Thái Tông Hoàng Thái Cực.

## Cuộc đời
Cố Luân Đoan Tĩnh Trưởng Công chúa sinh vào giờ Sửu, ngày 3 tháng 7 (âm lịch) năm Thiên Thông thứ 2 (1628), là con gái thứ hai của Hiếu Đoan Văn Hoàng hậu Bác Nhĩ Tế Cát Đặc thị.
Năm Sùng Đức nguyên niên (1636), Hoàng Thái Cực lên ngôi Hoàng đế, lấy niên hiệu là [Sùng Đức], cải quốc hiệu là Đại Thanh, đổi tộc Nữ Chân thành Mãn Châu. Ông cũng ban phong hiệu cho 7 Công chúa là chị em, con gái hoặc nữ giới thân tộc, xác lập chế định thứ bậc Công chúa của triều đại nhà Thanh. Bà được phong làm Cố Luân Công chúa.
Năm thứ 3 (1638), tháng 12, bà được chỉ hôn cho Đa La Quận vương Kỳ Tháp Đặc của Khoa Nhĩ Thấm. Ngày 7, Kỳ Tháp Đặc mang theo 15 vị thị tòng đến Thịnh Kinh. Thái Tông đặc biệt mệnh Vũ Anh Quận vương A Tế Cách đi trước nghênh đón. Ngày 11, tiến hành Sơ định lễ, Kỳ Tháp Đặc làm thịt 27 đầu gia súc, chuẩn bị 4 bình rượu, bày thịnh diên ở Sùng Chính điện. Trong yến hội, Kỳ Tháp Đặc hướng Thái Tông hành lễ Tam quỵ, cửu khấu đầu, lại theo lễ mà dâng lên giáp trụ, điêu an mã 3 thất, không mã 24 thất.
Năm thứ 4 (1639), tháng 1, Thành hôn lễ chính thức được cử hành, lúc này Công chúa mới 10 tuổi. Trong ngày này, từ Hòa Thạc Thân vương đến các quan viên Mãn Mông Hán đều tập trung ở Sùng Chính điện; từ Hòa Thạc Phúc tấn đến các Mệnh phụ của Mãn Châu, Mông Cổ Cố Sơn Ngạch chân, Ngang Bang Chương kinh đều tập trung ở Thanh Ninh cung. Thái Tông ngự ở Sùng Chính điện, Hòa Thạc Phúc phi (sinh mẫu Trung cung Hoàng hậu) cùng với Thứ phi (sinh mẫu của Trang phi) của Khoa Nhĩ Thấm suất tùy tùng phụ nữ từ Đại Thanh môn vào đến dưới thềm Sùng Chính điện. Phúc phi ở phía Đông, Thứ phi ở phía Tây, hành lễ Tam quỵ cửu khấu đầu, Thái Tông đứng lên đáp lễ. Sau đó, Trác Lễ Khắc Đồ Thân vương Ngô Khắc Thiện, Ba Đồ Lỗ Quận vương Mãn Châu Tập Lễ và Kỳ Tháp Đặc suất lĩnh các Đại thần thuộc quyền, hành lễ. Sau khi lễ hoàn thành là hỷ yến. Trên hỷ yến, Phúc phi dâng lên Thái Tông và Hoàng Hậu điêu mão, điêu tương nữ triều y, nguyên hồ cửu, điêu cừu, xá lỵ tôn cừu, giáp trụ, điêu an, mã sơ, điêu bì các loại.
Sau khi thành hôn, bà cùng Ngạch phò không lập tức trở về Khoa Nhĩ Thấm. Tháng 5 Ngạch phò lên đường trở về bản bộ trước, Thái Tông mệnh từ Hòa Thạc Thân vương đến Nội Đại thần đều đến Diễn Võ trường, làm tiệc đưa tiễn. Tháng 6, Ngạch phò trở lại Kinh sư, Đa Nhĩ Cổn cùng Hào Cách ra ngoài hơn 5 dặm nghênh đón, thiết yến. Đến tháng 9, bà cùng Ngạch phò mới khởi hành trở về bản bộ ở Mông Cổ. Lúc rời kinh, Hoàng hậu suất chư Vương cùng Bối lặc Phúc tấn ra khỏi thành Thịnh Kinh bày tiệc tiễn đưa.
Năm thứ 5 (1640), tháng 1, khi Thái Tông cùng Hoàng hậu và chư Phi đi săn và đến thăm Sát Cáp Nhĩ Cố Luân Công chúa, bà cùng Ngạch phò Kỳ Tháp Đặc cũng đặc biệt đến bái kiến. Hôm sau, Thái Tông cùng Hoàng hậu đặc biệt thiết yến cho bà cùng Ngạch phò. Sau bà lại bồi Thái Tông và Hoàng hậu đến phủ của Cố Luân Công chúa Mã Khách Tháp. Cùng năm, bà cùng Ngạch phò lại đến Thịnh Kinh thắm viếng, đến tháng 10 mới trở về bản bộ. Thái Tông mệnh Hoàng hậu suất chư Vương Bối lặc Phúc tấn đưa tiễn đến Thịnh Kinh Tị đậu sở, lại ban thưởng lạc đà, mã thất, điêu an, thiết yến đưa tiễn, lại mệnh Hào Cách, Ni Kham đưa tiễn thêm một đoạn đường.
Năm thứ 8 (1643), Thái Tông ban cho Kỳ Tháp Đặc cáo mệnh và nghi trượng của Cố Luân Ngạch phò, cùng với sách phong và nghi trượng Cố Luân Công chúa của bà. Trong đó, cáo mệnh của Công chúa và Ngạch phò là ti quyên quyển (làm bằng tơ lụa). Kim sách dùng 72 lượng Hoàng kim chế thành, tổng cộng 4 trang. Nội dung trên Kim sách tương tự với nội dung trên ti quyên quyển, ban đầu vẫn được bảo tồn ở Đương án quán của Khoa Nhĩ Thấm tả trung kỳ, sau lại thất lạc.
Năm Thuận Trị thứ 14 (1657), ngày 15 tháng 2, bà được phong là Cố Luân Trưởng công chúa.
Năm thứ 16 (1659), ngày 24 tháng 12, chiếu phong là Cố Luân Duyên Khánh Trưởng Công chúa (固倫延慶長公主), nhưng sau đó đổi thành Đoan Tĩnh Trưởng Công chúa (端靖長公主). Hồ sơ nội cung còn gọi bà là Trọng Tín Quý Cố Luân Công chúa (重信貴固倫公主).
Năm Khang Hi thứ 2 (1663), ngày 26 tháng 9, "Phí Dương Cổ đẳng vi ngoại phiên cống mã hành thưởng đích đề bản" ghi chép lại:
| “ | 科爾沁額爾德尼郡王之母重信貴固倫公主來貢十八匹馬，六匹亮甲馬及十二匹官用披甲馬，擬賜各五十兩之銀茶桶一盆一，緞三十，染貂皮十，獺皮六，動雕鞍一，茶六竹 "Khoa Nhĩ Thấm Ngạch Nhĩ Đức Ni chi mẫu Trọng Tín Quý Cố Luân Công chúa đến cống nạp 18 thất mã, 6 thất lượng giáp mã cập 12 thất quan dụng phi giáp mã, nghĩ tứ các 50 lượng chi ngân trà dũng nhất bồn nhất, gấm 30, nhiễm điêu bì 10, thát bì 6, động điêu an 1, trà lục trúc lâu." | ” |

Năm thứ 10 (1671), ngày 3 tháng 3, "Cát Lỗ đẳng vi ngoại phiên lai cống mã, đà, bạch trân châu mao nguyên cô bì hành thưởng đích đề bản " ghi chép lại:
| “ | 科爾沁重信貴固倫公主來貢一匹馬，官用披甲馬，擬賜緞三 "Khoa Nhĩ Thấm Trọng Tín Quý Cố Luân Công chúa lai cống nhất thất mã, quan dụng phi giáp mã, nghĩ tứ đoạn tam." | ” |

Năm thứ 16 (1677), của ngày 2 tháng 3, "Cát Lỗ đẳng vi ngoại phiên cống mã hành thưởng đích đề bản" ghi chép lại:
| “ | 科爾沁重信貴固倫公主來貢一匹馬，駑馬，擬賜緞一 "Khoa Nhĩ Thấm Trọng Tín Quý Cố Luân Công chúa lai cống nhất thất mã, nô mã, nghĩ tứ đoạn nhất." | ” |

Năm thứ 25 (1686), tháng 5, bà qua đời, hưởng thọ 59 tuổi.

## Gia quyến

### Ngạch phò
Kỳ Tháp Đặc (奇塔特) là con trai của Sách Nạp Mục (索纳穆) và Hòa Thạc Phúc phi - thân mẫu Hiếu Đoan Văn Hoàng hậu. Sách Nạp Mục là con trai của Trung Thân vương Trại Tang, là cháu nội Hòa Thạc Phúc Thân vương Mãng Cổ Tư. Sau khi thân phụ Hiếu Đoan Văn Hoàng hậu là Mãng Cổ Tư qua đời, Đại phi bị Sách Nạp Mộc thu kế.
Năm Thiên Thông thứ 7 (1633), Đa Đạc hướng Hoàng Thái Cực thỉnh cầu cưới con gái của Đại phi tức Kế Phúc tấn Đạt Triết (達哲). Hòa Thạc Phúc phi cũng nhân dịp đó thỉnh cầu muốn cưới con gái Hoàng Thái Cực cho Kỳ Tháp Đặc.
Năm thứ 8 (1634), Hoàng nữ thứ 3 của Hoàng Thái Cực, do chị của Kỳ Tháp Đặc là Hiếu Đoan Văn Hoàng hậu sinh được chỉ hôn cho ông.
Năm Sùng Đức thứ 4 (1639) thành hôn, Kỳ Tháp Đặc được phong Cố Luân Ngạch phò (固伦额驸).
Năm thứ 8 (1643), Ngạch phò đến triều bái Thái Tông.
Năm Thuận Trị thứ 6 (1649), vì cha Ngạch phò là Sách Nạp Mục tòng chinh có công, Kỳ Tháp Đặc được phong Đa La Quận vương, hào xưng Khoa Nhĩ Thấm Quận vương, được Thế tập võng thế.
Năm thứ 8 (1651), tháng 2, ông qua đời. Lúc này Công chúa mới 23 tuổi.

### Hậu duệ
- Ngạch Nhĩ Đức Ni (额尔德尼), tập tước Khoa Nhĩ Thấm Quận vương.